# Zwitserland op het Eurovisiesongfestival 2006
Zwitserland nam deel aan het  Eurovisiesongfestival 2006, gehouden in Athene, Griekenland. Het was de 47ste deelname van het land.

## Selectieprocedure
Net zoals het vorige jaar, koos men dit jaar voor een interne selectie.
Men koos uiteindelijk voor de groep six4one met het lied If we all give a littel.
De groep was speciaal samengesteld voor het festival en bestond uit mensen van diverse Europese landen.
Andreas Lundstedt kwam van Zweden en is vooral bekend van de groep Alcazar.
Claudia D'Addio kwam van Zwitserland waar ze deelnam aan enkele talentenshows.
Keith Camilleri is afkomstig van Malta waar ze enige bekendheid heeft.
Liel is afkomstig van Israel en wil vrede brengen met haar liedjes.
Marco Matias is een Duitser die reeds in de Duitse voorronde ook al deelnam.
Tinka Milinovic is van Bosnië en Herzegovina en is daar zeer populair.

## In Athene
In de finale moest men als 1ste aantreden, net voor Moldavië. Op het einde van de avond bleek dat ze op een gedeelde 16de plaats waren geëindigd met 30 punten.
Men ontving 1 keer het maximum van de punten.
Nederland en België hadden geen punten over voor deze inzending.

### Gekregen punten

#### Finale
| 12 punten | 10 punten                        | 8 punten | 7 punten | 6 punten   |
| --------- | -------------------------------- | -------- | -------- | ---------- |
| - Malta   |                                  |          |          | - Monaco   |
| 5 punten  | 4 punten                         | 3 punten | 2 punten | 1 punt     |
|           | - Bosnië en Herzegovina - Israël | - Cyprus |          | - Portugal |

### Punten gegeven door Zwitserland

#### Halve Finale
| 12 punten | Bosnië en Herzegovina |
| 10 punten | Albanië               |
| 8 punten  | Turkije               |
| 7 punten  | Portugal              |
| 6 punten  | Noord-Macedonië       |
| 5 punten  | Finland               |
| 4 punten  | Zweden                |
| 3 punten  | Armenië               |
| 2 punten  | Ierland               |
| 1 punt    | Cyprus                |

#### Finale
| 12 punten | Bosnië en Herzegovina |
| 10 punten | Turkije               |
| 8 punten  | Finland               |
| 7 punten  | Duitsland             |
| 6 punten  | Kroatië               |
| 5 punten  | Griekenland           |
| 4 punten  | Noord-Macedonië       |
| 3 punten  | Ierland               |
| 2 punten  | Zweden                |
| 1 punt    | Roemenië              |

1956 · 1957 · 1958 · 1959 · 1960 · 1961 · 1962 · 1963 · 1964 · 1965 · 1966 · 1967 · 1968 · 1969 · 1970 · 1971 · 1972 · 1973 · 1974 · 1975 · 1976 · 1977 · 1978 · 1979 · 1980 · 1981 · 1982 · 1983 · 1984 · 1985 · 1986 · 1987 · 1988 · 1989 · 1990 · 1991 · 1992 · 1993 · 1994 · 1995 · 1996 · 1997 · 1998 · 1999 · 2000 · 2001 · 2002 · 2003 · 2004 · 2005 · 2006 · 2007 · 2008 · 2009 · 2010 · 2011 · 2012 · 2013 · 2014 · 2015 · 2016 · 2017 · 2018 · 2019 · 2020 · 2021 · 2022 · 2023 · 2024 · 2025